# Antoni Verdaguer i Serra
Antoni Verdaguer i Serra (Terrassa, 1954) és un director i guionista de cinema català.

## Biografia
S'inicià com a cineasta amateur vinculat al Cineclub Amics de les Arts de Terrassa. El 1971-73 realitzà diversos curtmetratges d'art conceptual sobre Francesc Abad i Lluís Jové, i després marxà a París per cursar estudis de direcció al Conservatori Lliure del Cinema Francès (1974-76). De retorn a Catalunya exercí d'ajudant de direcció en produccions com La verdad sobre el caso Savolta (1978, Antonio Drove). També realitzà curts com ara Un matí qualsevol… (1980) i Parleu després de sentir el senyal (1982), tots dos guardonats amb el Premi Sant Jordi de Cinematografia al millor curtmetratge. S'integrà al col·lectiu Nous Directors Catalans (1984-88) i adaptà al cinema la novel·la Amorrada al piló de Maria Jaén, convertida en L'escot, el seu primer llargmetratge (1986). A continuació rodà dos films d'ambientació històrica: La teranyina (1990), basada en la novel·la homònima de Jaume Cabré (Premi Sant Jordi 1983), i Havanera 1820 (1993), que tingué una versió més extensa per a (Televisió de Catalunya). En el guió d'aquestes dues pel·lícules va formar equip amb els escriptors Jaume Cabré, Vicenç Villatoro i Jaume Fuster. A banda de dirigir nombrosos curts, documentals, espots publicitaris, programes televisius i llargmetratges, Verdaguer ha escrit els treballs Cinema català i cinema en català. La llengua catalana al cinema (1997); Tu si que tens una bona pel·lícula (2001) i Raval literari (2005).

## Filmografia
- 1980 Un matí qualsevol. Curtmetratge.
- 1982 Parleu després de sentir el senyal. Curtmetratge.
- 1987 L'escot, basada en la novel·la Amorrada al piló de Maria Jaén. Amb Laura Conti, Abel Folk i Ferran Rañé (Ópalo films, 1987)
- 1990 La teranyina, basada en la novel·la homònima de Jaume Cabré. Amb Amparo Soler Leal, Fernando Guillén, Sergi Mateu, Ramon Madaula… (Floc cinema/vídeo, 1990)[3]
- 1993 Havanera 1820, amb Aitana Sánchez-Gijón, Fernando Guillén Cuervo, Assumpta Serna… (Imatco/ICAIC, 1992/93)
- 1994 Don Jaume, el conquistador, amb Joan Borràs, Amparo Moreno, Eva León... (Figaró films/Lauren films, 1994)
- 1995 Parella de tres, amb Carmen Maura, Rosa Maria Sardà, Emilio Gutiérrez Caba (In Vitro/Filmax, 1995)
- 1996 Dones i homes, amb Sílvia Munt, Pep Anton Muñoz, Abel Folk… (In Vitro/TV3, 1996)
- 2006 Raval, Raval..., amb persones del barri del Raval de Barcelona (Iris Star, 2006)
- 2007 Bastint ponts, documental/ficció sobre el Pla de Barris a Terrassa (Ajuntament de Terrassa/Rol, 2007)
- 2008 Cinemacat.cat, documental sobre el cinema català, amb intervenció de 58 directors i productors (Yakima Films/Rol, 2008)
- 2009 Morir sense morir, ficció/documental sobre el dret a morir dignament (Setmàgic/Rol, 2009)
- 2011 #indignados (del 15-M al 20-N), documental sobre el moviment dels indignats (Camelo colectivo/Nao/21 de novembre p.a., 2011)
- 2012 Jordi Dauder, la revolució pendent, documental sobre l'actor Jordi Dauder (Segarra films/TV3/Fundación AISGE, 2012)
- 2014 JMQ, a la recerca d'un somni, documental sobre el col·leccionista Joasep Maria Queraltó (Fundació Aula de Cinema/Turkana Films, 2014)

## Premis i nominacions
- 2013. Premi Gaudí a la Millor pel·lícula documental per Jordi Dauder, la revolució pendent[4]

- 2006. Canditat al Premi Barcelona a la millor pel·lícula catalana per Raval, Raval…
- 2009. Canditat al Premi Gaudí a la Millor pel·lícula documental per Cinemacat.cat